# 紹化縣
紹化縣（越南语：／）是越南清化省下辖的一个县。面积160.68平方千米，2018年总人口183560人。

## 地理
绍化县位于朱江流域，东接弘化县，西接寿春县，南接清化市和肇山县，北接安定县。

## 历史
李朝至陳朝为梁江县。1546年，中興黎朝的黎莊宗曾經以此地為行在。阮朝称绍化府瑞原县，1948年，废府改县，改为绍化县。
1977年7月5日，解散绍化县，15社和安定县合并为绍安县；其余16社和东山县合并为东绍县。
1982年8月30日，东绍县更名为东山县。
1996年11月18日，以绍安县原属绍化县15社和东山县原属绍化县16社复设绍化县，绍安县更名为安定县。
2000年10月30日，绍兴社改制为万河市镇。
2012年2月29日，绍阳社、绍庆社、绍文社三个社划入清化市。
2019年10月16日，越南国会常务委员会通过决议，自2019年12月1日起，绍明社和绍心社合并为明心社，绍新社和绍洲社合并为新洲社，绍都社和万河市镇合并为绍化市镇。
2023年12月13日，越南国会常务委员会通过决议，自2024年2月1日起，绍富社并入绍化市镇，明心社改制为后贤市镇。

## 行政区划
绍化县下辖2市镇22社，县莅绍化市镇。
- 绍化市镇（Thị trấn Thiệu Hóa）
- 后贤市镇（Thị trấn Hậu Hiền）
- 新洲社（Xã Tân Châu）
- 绍政社（Xã Thiệu Chính）
- 绍功社（Xã Thiệu Công）
- 绍维社（Xã Thiệu Duy）
- 绍江社（Xã Thiệu Giang）
- 绍交社（Xã Thiệu Giao）
- 绍和社（Xã Thiệu Hòa）
- 绍合社（Xã Thiệu Hợp）
- 绍隆社（Xã Thiệu Long）
- 绍理社（Xã Thiệu Lý）
- 绍玉社（Xã Thiệu Ngọc）
- 绍原社（Xã Thiệu Nguyên）
- 绍福社（Xã Thiệu Phúc）
- 绍光社（Xã Thiệu Quang）
- 绍成社（Xã Thiệu Thành）
- 绍盛社（Xã Thiệu Thịnh）
- 绍进社（Xã Thiệu Tiến）
- 绍算社（Xã Thiệu Toán）
- 绍中社（Xã Thiệu Trung）
- 绍运社（Xã Thiệu Vận）
- 绍园社（Xã Thiệu Viên）
- 绍武社（Xã Thiệu Vũ）